# Truyền thuyết Muhlenberg

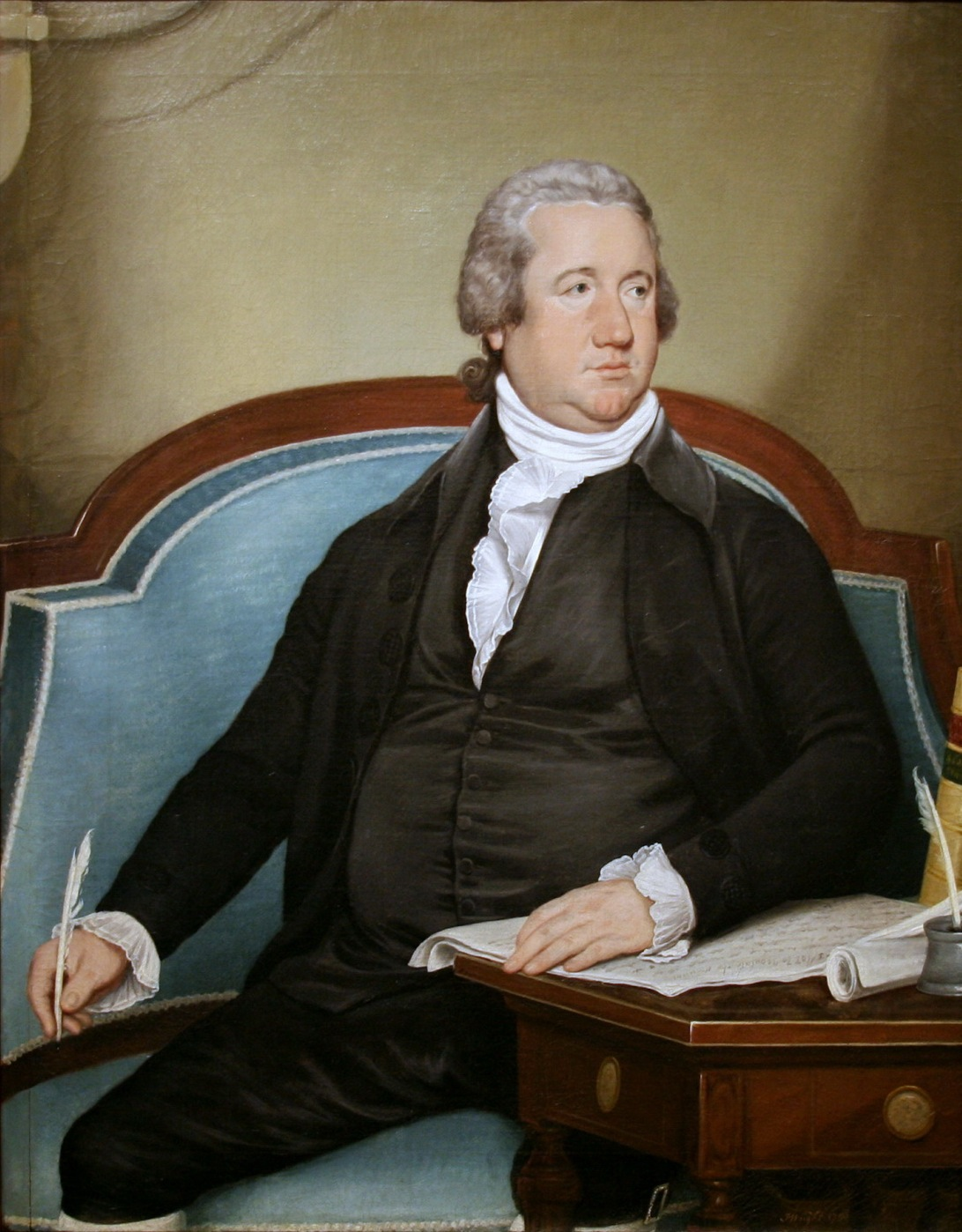
Frederick Muhlenberg, Chủ tịch đầu tiên của Hạ viện Hoa Kỳ đã không bỏ phiếu quyết định vào năm 1794, 1776, hay bất kỳ năm nào khác, nhằm ngăn cản tiếng Đức trở thành ngôn ngữ chính thức của nước Mỹ.

Truyền thuyết Muhlenberg là truyền thuyết đô thị ở Mỹ và Đức. Theo truyền thuyết này thì lá phiếu duy nhất của Frederick Muhlenberg, Chủ tịch Hạ viện Hoa Kỳ đầu tiên, đã ngăn cản tiếng Đức trở thành ngôn ngữ chính thức của nước Mỹ. Câu chuyện có một lịch sử lâu dài và được kể lại theo nhiều biến thể, có thể một phần dựa trên các sự kiện có thật.
Tuy vậy, Mỹ không có ngôn ngữ chính thức theo luật định; tiếng Anh được sử dụng trên cơ sở thực tế vì nó là ngôn ngữ chính của đất nước này. Đôi khi, nhiều tiểu bang đã thông qua luật ngôn ngữ chính thức của riêng họ.

## Lịch sử và cơ sở

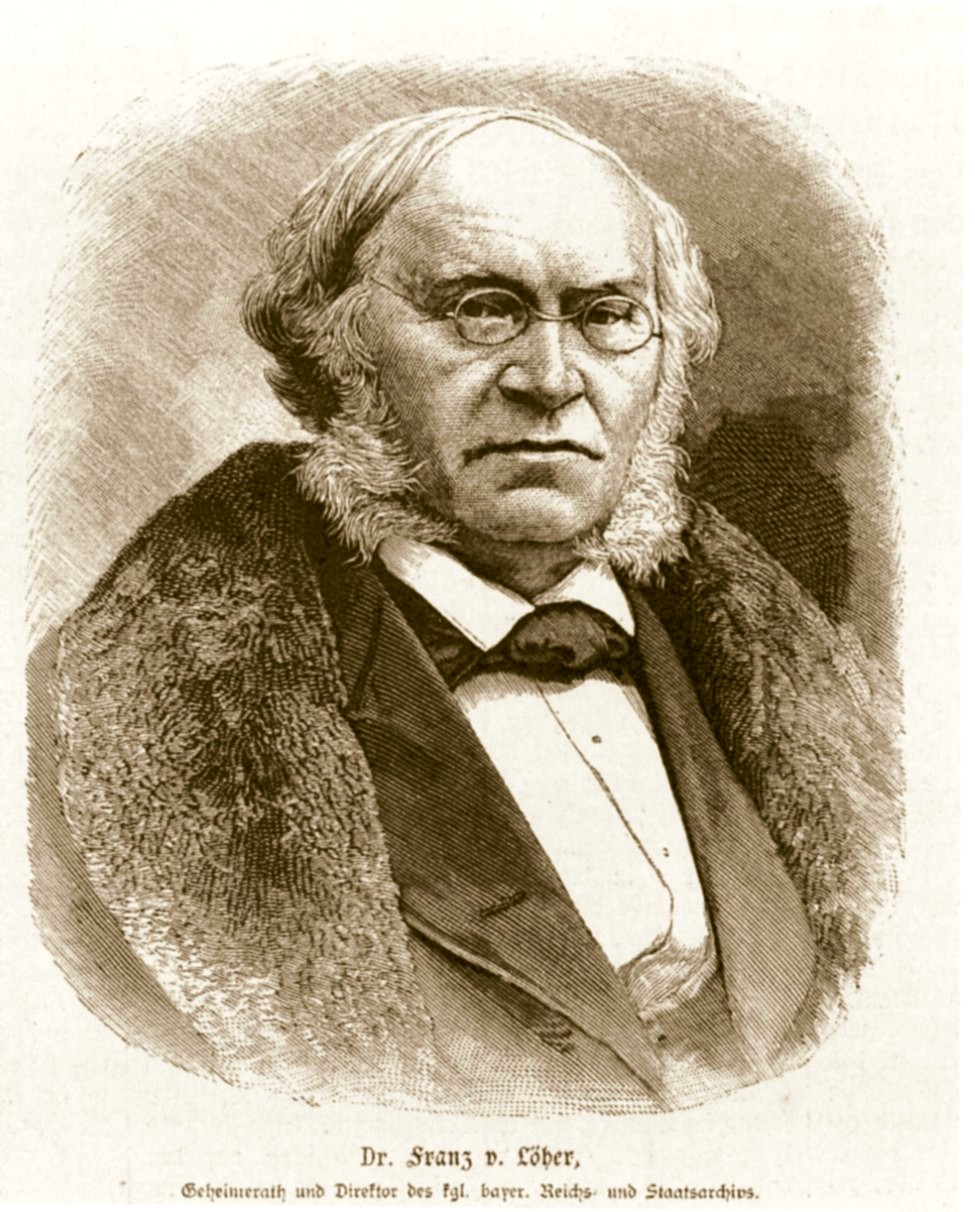
Franz Löher, có cuốn sách tiếng Đức năm 1847 bao gồm phiên bản đầu tiên của câu chuyện này

Câu chuyện tồn tại một số phiên bản. Truyền thuyết này có thể bắt nguồn từ cuộc bỏ phiếu tại Hạ viện Hoa Kỳ vào năm 1794 sau khi một nhóm người Đức nhập cư yêu cầu dịch một số luật lệ sang tiếng Đức. Hạ viện bèn đem bản kiến nghị này ra tranh luận nhưng không mấy ai thực hiện. Một cuộc bỏ phiếu hoãn lại và tái xem xét về sau đã vấp phải thất bại với tỷ lệ phiếu bầu là 42-41. Muhlenberg, người gốc Đức và không bỏ phiếu trong cuộc điểm danh, sau đó được trích dẫn là đã nói rằng "người Đức trở thành người Mỹ càng nhanh thì càng tốt".
Những tài liệu khác ghi nhận Franz von Löher mới chính là kẻ khởi tạo nguồn gốc của truyền thuyết này. Löher vốn là một du khách người Đức đặt chân đến nước Mỹ rồi cho xuất bản cuốn sách nhan đề Geschichte und Zustände der Deutschen in Amerika (Lịch sử và tình trạng của người Đức ở Mỹ) vào năm 1847. Löher dường như chỉ đặt lá phiếu quan trọng ở Pennsylvania để biến tiếng Đức trở thành ngôn ngữ chính thức của bang đó, chứ không phải toàn bộ Hoa Kỳ. (Philadelphia là thành phố đặt trụ sở của Quốc hội Hoa Kỳ, nhưng nó cũng là thủ phủ của Pennsylvania. Để làm vấn đề thêm phần rối rắm, Muhlenburg từng là Chủ tịch Hạ viện Pennsylvania trước khi ông đảm nhận chức danh đó trong Quốc hội Hoa Kỳ). Theo Löher, tỷ lệ phiếu bầu kỳ này là hòa mà Muhlenberg đã gây trở ngại cho tiếng Anh.
Một phiên bản khác của truyền thuyết này đặt cuộc bỏ phiếu của Quốc hội Lục địa vào năm 1774, xuất hiện trong Ripley's Believe It or Not! ngay từ năm 1930. Ripley cũng đưa truyền thuyết này vào một cuốn sách viết năm 1982. Phiên bản của Ripley cho rằng câu chuyện có liên quan đến một bức thư được cho là của Heinrich Melchior Muhlenberg xuất bản ở Halle vào năm 1887.
Truyền thuyết có cả một lịch sử lâu dài và dẫn đến một số bài phân tích và bài báo được xuất bản từ cuối thập niên 1920 đến đầu thập niên 1950 giải thích rằng câu chuyện này là sai. Câu chuyện này được mệnh danh là "Truyền thuyết Muhlenberg" vào cuối thập niên 1940. Tuy vậy, truyền thuyết vẫn cứ tồn tại như vậy.
Ví dụ, vào năm 1987, một lá thư của một cựu quan chức bầu cử Missouri đã nhấn mạnh tầm quan trọng của việc bỏ phiếu trong chuyên mục Ann Landers. Ông đưa vào danh sách các sự kiện được cho là quyết định bằng một phiếu bầu từ sổ tay bầu cử địa phương của mình, một trong số đó là tuyên bố rằng "vào năm 1776, một phiếu bầu đã mang lại tiếng Anh cho nước Mỹ thay vì tiếng Đức". (Trên thực tế, các phiên bản của danh sách đầy lỗi này đã có từ lâu rồi trước khi đề cập đến Ann Landers năm 1987.) Điều đó dẫn đến một đợt tin tức khác một lần nữa chỉ ra rằng đó là một huyền thoại. Không biết đến những sửa đổi kiểu đó, Ann Landers đã cho đăng lại bản danh sách tương tự vào tháng 11 năm 1996. Hàng loạt câu trả lời sửng sốt đã khiến Landers làm sáng tỏ vấn đề này trong một chuyên mục tiếp theo. Theo lời của một người viết thư đã cầu xin Landers "dẹp bỏ câu chuyện hư cấu đó đi bất cứ nơi nào mà bạn bắt gặp nó", huyền thoại này đột nhiên thu hút được sự chú ý vào thập niên 1930 nhờ công việc của các nhà tuyên truyền Đức Quốc xã.